# Набха (княжество)

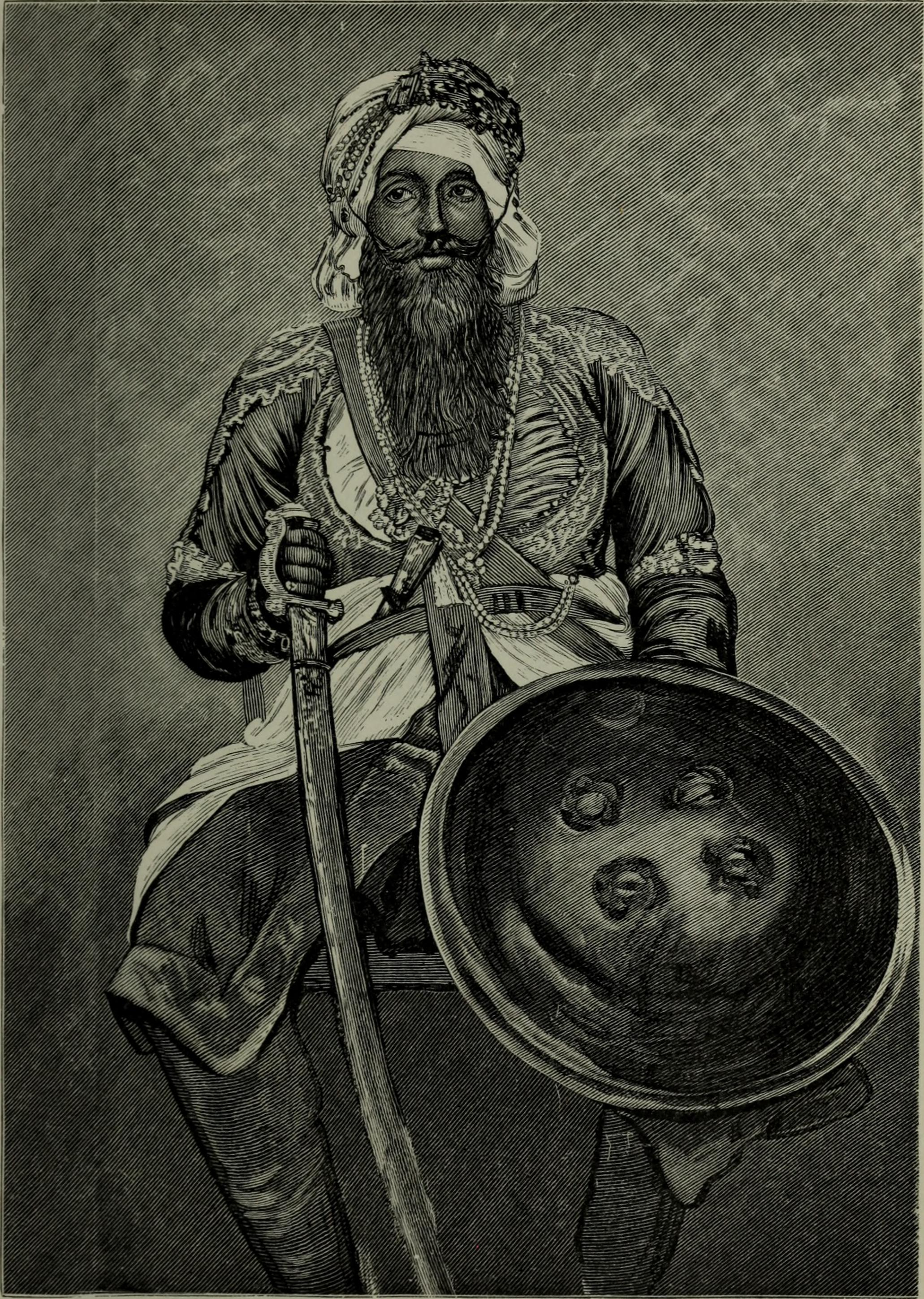
Cэр Хира Сингх (1843—1911), раджа Набхи (1871—1911).

Княжество Набха (хинди नाभा) — туземное княжество Британской Индии в Пенджабе. Столицей княжество был город Набха.

## Демография
По данным переписи 1901 года, население княжество составляло 297 949 человек, в нем было четыре города и 488 деревень. Его население во время двух предыдущих переписей составляло: 282 756 (1891 год) и 261 824 (1881 год).
Княжество Набха было разделено на три низамата: Амлох и Бавал со штаб-квартирой в городе, от которого каждый из них получил свое название; и Пхул со штаб-квартирой в Дханауле.
Более 54 % населения составляли индусы, только 26 % — сикхи, хотя Набха была одним из главных сикхских государств Пенджаба, остальная часть населения была мусульманской.

## Правители княжества
- 1718—1754: Чаудхури Гурддитта из Джанаулы (? — 1754), старший сын Чаудхури Тилока (Тилока Чанда)
- 1754—1783: Хамир Сингх (? — декабрь 1783), внук предыдущего, сын Миана Суратии Сингха (? — 1752). Он основал свою столицу в Набхе в 1755 году, где построил крепость и дворец.
- 1783—1840: Джасвант Сингх (1775 — 21 мая 1840), старший сын предыдущего. В 1809 году княжество Набха перешло под британский протекторат.
- 1840—1846: Девендра Сингх (5 сентября 1822 — 15 ноября 1865), второй сын предыдущего. В сентябре 1846 года он был отстранен англичанами от власти в княжестве. Получил пенсию в размере 50 000 рупий и был выслан из княжества.
- 1846—1863: Бхарпур Сингх (5 октября 1840 — 9 ноября 1863), старший сын предыдущего. 18 сентября 1846 года после низложения своего отца Бхарпур был утвержден англичанами в качестве нового правителя княжества Набха. В октябре 1856 года достиг совершеннолетия и стал править самостоятельно.
- 1863—1871: Бхагван Сингх (30 ноября 1842 — 31 мая 1871), младший брат предыдущего. Наследовал княжеский престол после смерти своего старшего брата в ноябре 1863 года.
- 1871—1911: Хира Сингх (18 декабря 1843 — 24 декабря 1911), младший сын Сардара Сукха Сингха. 26 мая 1894 года ему был пожалован титул Раджа-и-Раджаган, а 12 декабря 1911 года — махараджи.
- 1911—1928: Рипудаман Сингх (4 марта 1883 — 12 декабря 1942), единственный сын предыдущего. 2 февраля 1928 года был отстранен от власти в княжестве в пользу своего старшего сына.
- 1928—1995: Пратап Сингх (21 сентября 1919 — 22 июля 1995), старший сын предыдущего. 2 февраля 1928 года после низложения своего отца Пратап Сингх был объявлен новым махараджей княжества Набха. 15 августа 1947 года Пратап Сингх подписал акт о присоединении к Индийскому союзу. 5 мая 1948 года подписал пакт со своими соседними правителями пакт о создании штата Патиала и союз государств восточного Пенджаба. Имел почетный чин полковника британской армии.
- 1995—2017: Ханувант Сингх (5 декабря 1948 — 30 июня 2017), старший сын предыдущего. 22 июля 1995 года после смерти своего отца он стал главой княжеского дома Набхи.
- 2017 — настоящее время: Юдхистер Сингх (род. 5 декабря 1972), старший сын предыдущего. 30 июля 2017 года после смерти своего отца он стал главой княжеского дома Набхи.

Вероятным наследником княжеского титула является Санграм Сингх (род. 26 марта 1998), единственный сын предыдущего.